# Francesco Cornaro (dyplomata)

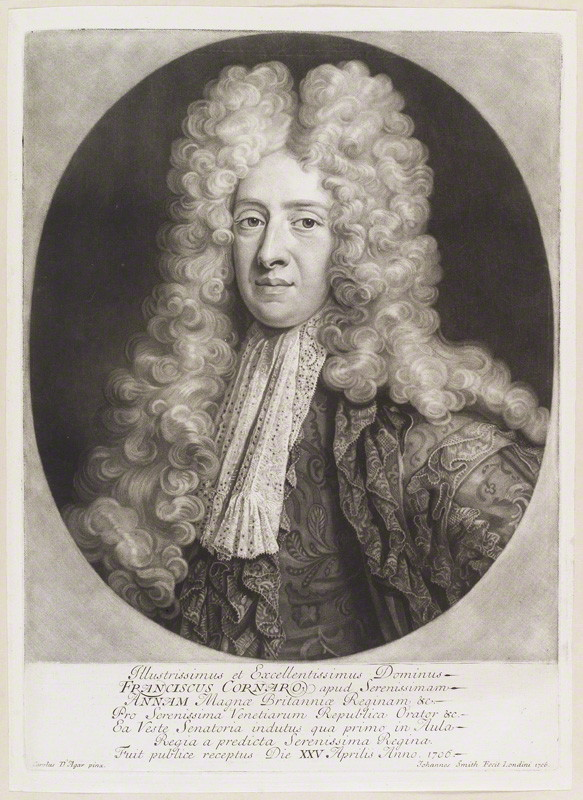
Francesco Cornaro, miedzioryt Johna Smitha z 1706 roku według obrazu Charlesa D'Agar

Francesco Cornaro (ur. 1670, zm. 1734) – wenecki dyplomata.
W latach 1706–1709 wenecki ambasador w Londynie.